# Ероховы
Ероховы (Ереховы) — древний русский дворянский род.
Род внесён в VI часть родословной книги Вологодской губернии.

## История рода
Иван Володин сын Ерохов владел поместьем в Шелонской пятине (1498), там же владели поместьями Иван, Гридя и Митрофан Елизарьевичи (1539), последний из них убит при взятие Казани (1552), имя его занесено в синодик московского Успенского собора на вечное поминовение. Из опричного Костромского уезда переселены несколько семей Ероховых в земский Новгородский уезд (1568). Алексей Григорьевич владел поместьем в Деревской пятине (1589), в списке дворян Деревской пятины встречаются пять Ероховых (1606).
Кашинский городовой дворянин Елексей Ерохов сидел в Москве в осаде (1618). Осип Иванович и Яков Михайлович владели поместьями в Дмитровском уезде (1622). Стряпчий Сытного двора (1684), Хлебного дворца (1687) Иван Алексеевич владел поместьем в Рязанском уезде. В XVII столетии Ероховы служили стремянными и стряпчими конюхами.
Прасковья Ерохова владела населённым имением (1699).

## Известные представители
- Ероховы: Михаил и Молчан Фомичи — дети боярские по Владимиру (1618).
- Ероховы: Василий Григорьевич, Алексей и Аверкий Петровичи, Иван Петрович, Осип Иванович и Яков Михайлович — кашинские городовые дворяне (1622)
- Ерохов Андриян — дьяк (1658—1677), дьяк Монастырского приказа (1660).
- Ероховы: Яков Иванович и Анисим Яковлевич — жильцы (1649—1667)[3][5].